# Pearl River (rivier)
De Pearl River is een rivier met een lengte van 715 km die ontspringt in Neshoba County in het centrum van de staat Mississippi. De rivier stroomt eerst in zuidwestelijke richting en vervolgens in zuidelijke richting. Hij stroomt door Jackson, de hoofdstad van de staat. De benedenloop van de Pearl River vormt de grens tussen de staten Mississippi en Louisiana. De rivier mondt uit in de Golf van Mexico bij Lake Borgne. De riviermonding is een ecologisch belangrijk gebied, met zoet- en zoutwatermoerassen.
De rivermonding werd in 1698 verkend door de Franse ontdekkingsreiziger Pierre Le Moyne. Hij vond er parels en noemde de rivier hiernaar.
- Library of Congress Control Number: sh85099035
- National Archives and Records Administration: 10046765
- Nationale Bibliotheek van Israël: 987007531445405171